# Tanjiahe Shuiku
Tanjiahe Shuiku (kinesiska: 谭家河水库) är en reservoar i Kina. Den ligger i provinsen Sichuan, i den sydvästra delen av landet, omkring 330 kilometer öster om provinshuvudstaden Chengdu. Tanjiahe Shuiku ligger 588 meter över havet. Trakten runt Tanjiahe Shuiku består till största delen av jordbruksmark.
Genomsnittlig årsnederbörd är 1 751 millimeter. Den regnigaste månaden är september, med i genomsnitt 350 mm nederbörd, och den torraste är december, med 13 mm nederbörd.